# Caraipa longipedicellata
Caraipa longipedicellata är en tvåhjärtbladig växtart som beskrevs av Julian Alfred Steyermark. Caraipa longipedicellata ingår i släktet Caraipa och familjen Calophyllaceae. Inga underarter finns listade i Catalogue of Life.